# الکسیس لاگان

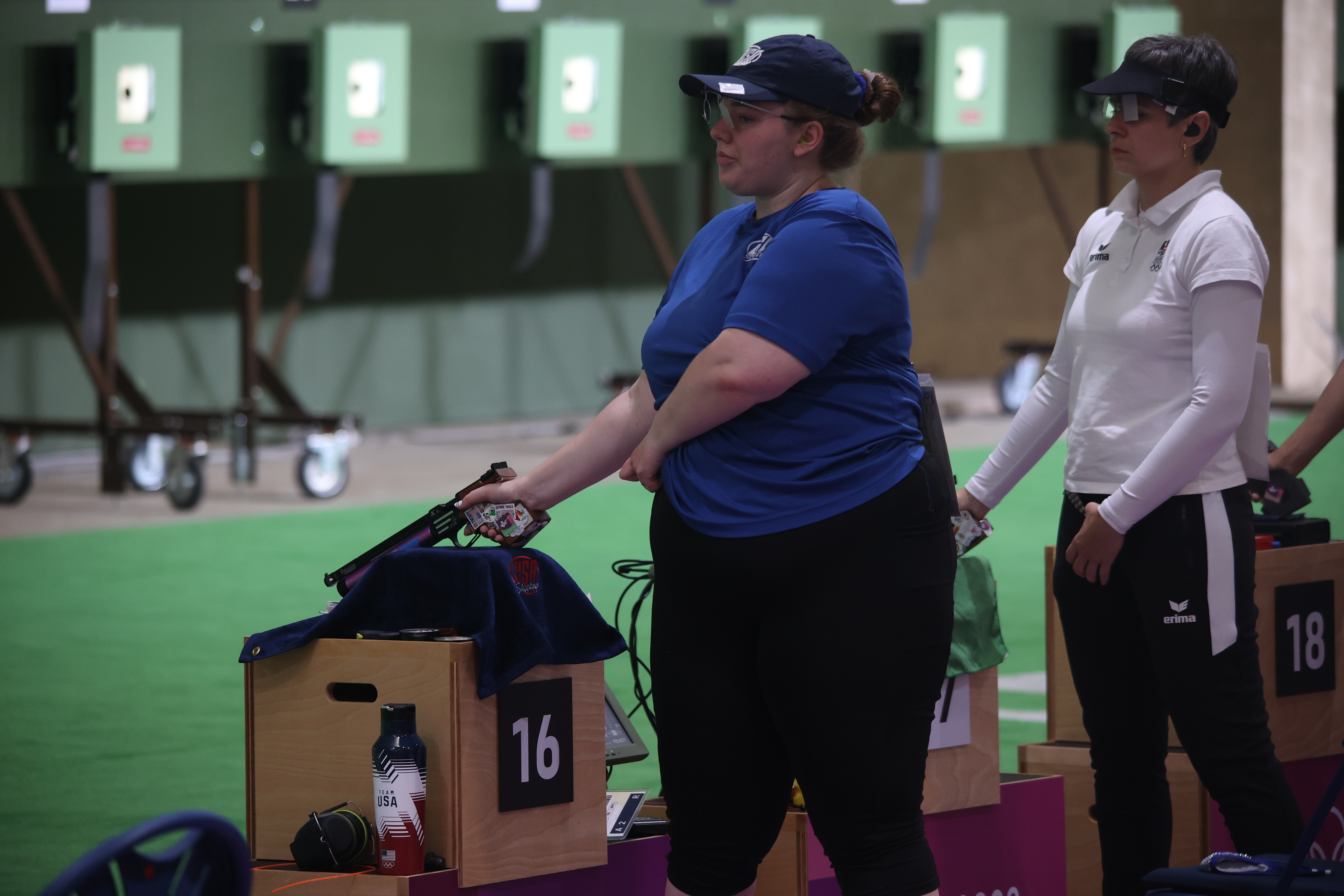
الکسیس لاگان با لباس آبی

الکسیس لاگان (انگلیسی: Alexis Lagan؛ زادهٔ ۲۵ ژانویهٔ ۱۹۹۳) ورزشکار ورزش تیراندازی اهل ایالات متحده آمریکا است.